# Mikrantemum okrągłolistne
Mikrantemum okrągłolistne (Micranthemum umbrosum (J.F. Gmel.) S.F. Blake) – gatunek roślin zielnych z rodziny linderniowatych. Występuje na Karaibach i w Ameryce. Nazwa naukowa rodzaju pochodzi od greckich słów μικρό (mikro – mały) i άνθισμα (anthioma – kwitnienie), nazwa gatunkowa pochodzi od łacińskiego słowa umbrosum (rosnący w cieniu). Roślina wykorzystywana jest jako akwariowa.

## Morfologia
PokrójNiewielka, silnie rozgałęziająca się roślina zielna, zwykle tworząca gęste, zwarte dywany. Pędy płożące się, korzeniące w węzłach.
LiścieNaprzeciwległe, czasem w okółkach, siedzące, zaokrąglone do szerokojajowatych, całobrzegie, o średnicy 4-9 mm, zanurzone osiągają średnicę do 15 mm.
KwiatyDrobne, wyrastające z kąta liścia, na szypułce o długości 0,5-1 mm. Działki kielicha cztery, zrośnięte u nasady, o długości 1,5 mm, lancetowate o wyciętym wierzchołku. Korona biała z trzema płatkami równej wielkości lub 1 większym od bocznych, dwa górne płatki bardzo krótkie, schowane pod działkami, zrośnięte w jeden pozorny płatek, czasem rozcięty na szczycie. Korona jest biała. Pręciki dwa. Zalążnia jednokomorowa, z prostą szyjką słupka na końcu z rozwidlonym znamieniem.
OwoceKuliste torebki. Zawierają nasiona cylindryczne, brązowo-żółte.

## Biologia i ekologia
Makrofit, roślina jednoroczna i botanika. Rośnie na madach, błotach, bagnach, wzdłuż brzegów strumieni i w wodach przybrzeżnych. 
Roślina wytwarza pochodne fenylopropanoidów jako środek odstraszający żerujące na niej ryby.

## Zastosowania
Rośliny akwarioweSzybko rosnąca i dość łatwa w uprawie roślina akwariowa, wymagająca temperatury od 22 do 26 stopni i dużego natężenia światła.
Inne zastosowaniaMa zdolność do wychwytywania z wody nadmiaru kadmu i arszeniku.